# Phaneromerium latum
Phaneromerium latum är en mångfotingart som beskrevs av Sergei I. Golovatch 1994. Phaneromerium latum ingår i släktet Phaneromerium och familjen Fuhrmannodesmidae. Inga underarter finns listade i Catalogue of Life.